# L'Auberge des deux sorcières
L'Auberge des deux sorcières est une nouvelle de Joseph Conrad publiée en 1913.

## Historique
L'Auberge des deux sorcières - Une découverte paraît en 1913 dans le Pall Mall Magazine, puis en 1915 dans le recueil de nouvelles  Within the Tides (traduit en français par En marge des marées).

## Résumé
Dans une caisse de livres achetée à Londres, le narrateur découvre un manuscrit écrit par un marin : En 1813, pendant la guerre d'Espagne, un navire anglais débarque sur la côte nord un matelot, Tom Corbin, chargé d'une mission auprès des patriotes espagnols. Le lendemain, inquiet, un jeune officier, M. Byrne est débarqué à son tour et part à sa recherche. Il atteint péniblement une auberge tenue par deux femmes, des vraies sorcières...

## Éditions en anglais
- The Inn of the Two Witches - A Find, dans le Pall Mall Magazine en mars 1913, à Londres.
- The Inn of the Two Witches, dans le recueil de nouvelles Within the Tides, chez l'éditeur Dent à Londres, en février 1915.

## Traduction en français
- L'Auberge des deux sorcières - Une découverte (trad. Philippe Jaudel), dans Conrad (dir. Sylvère Monod), Œuvres  – IV, Gallimard, Bibliothèque de la Pléiade (1989)